# Royal Aircraft Factory B.E.8
O Royal Aircraft Factory BE.8 foi um avião biplano britânico desenhado pela Royal Aircraft Factory.